# Transport kolejowy w Chinach

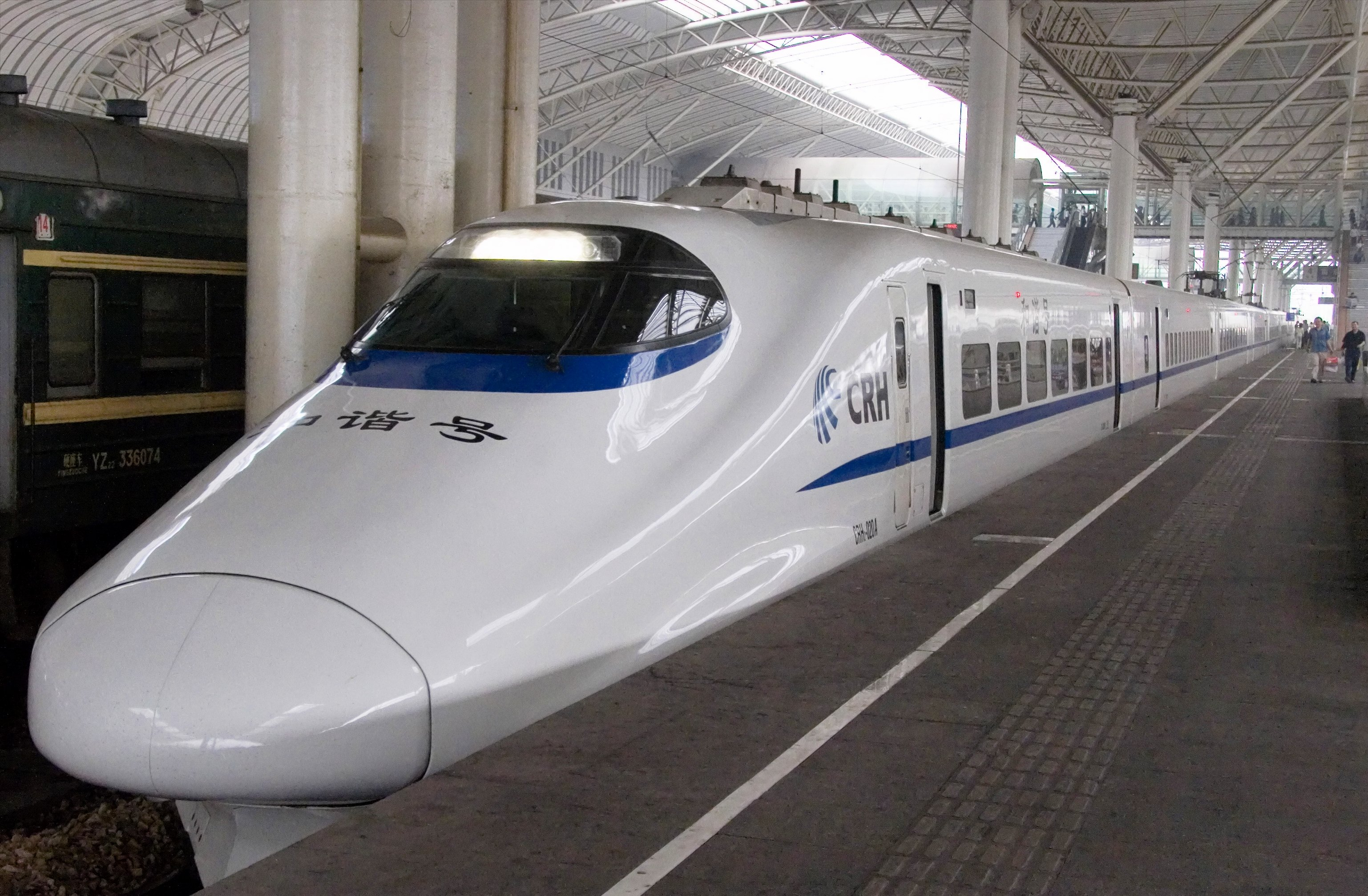
CRH2 na stacji Nankin

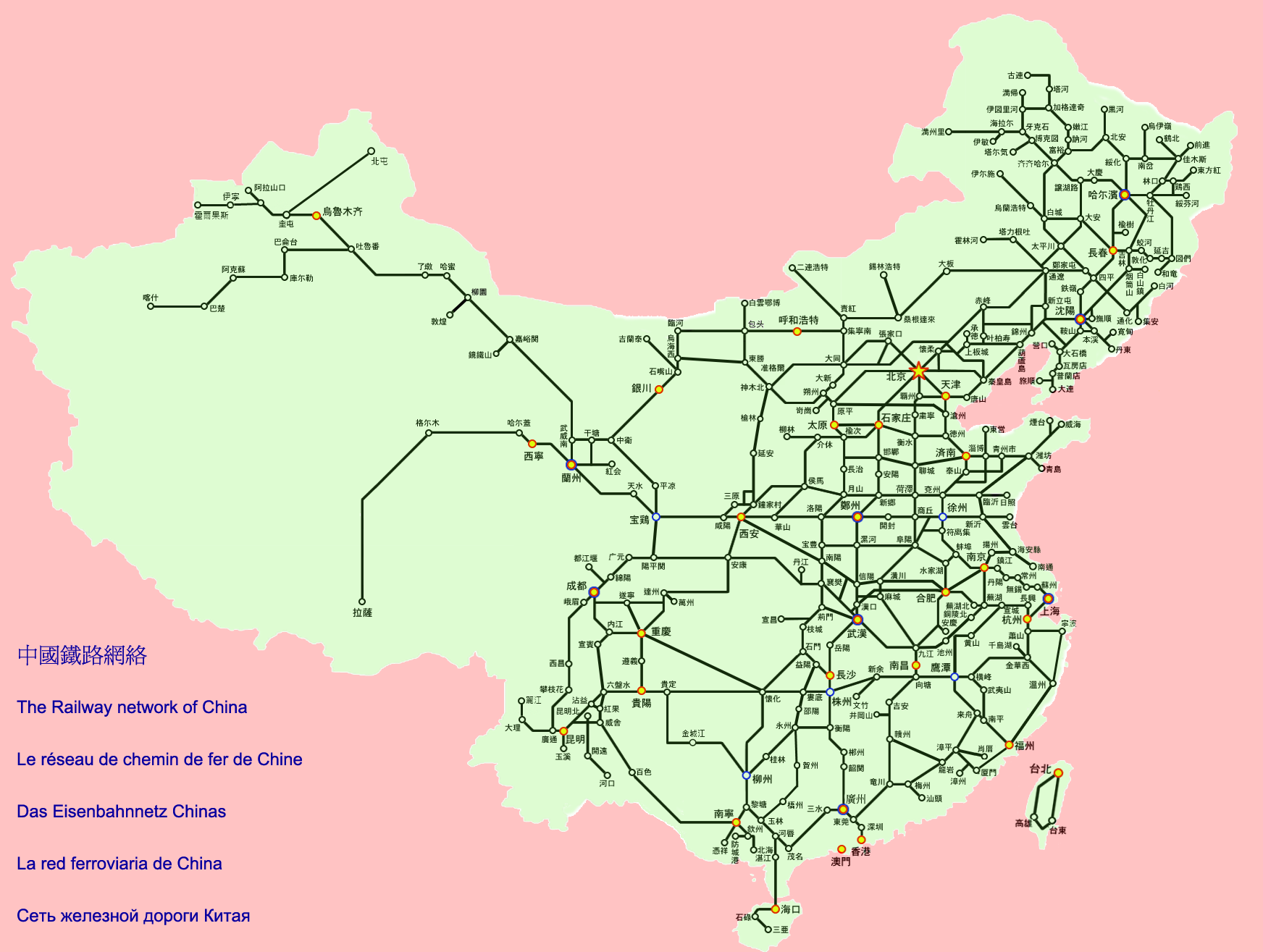
Mapa sieci kolejowej ChRL, z nową linią do Lhasy w Tybecie

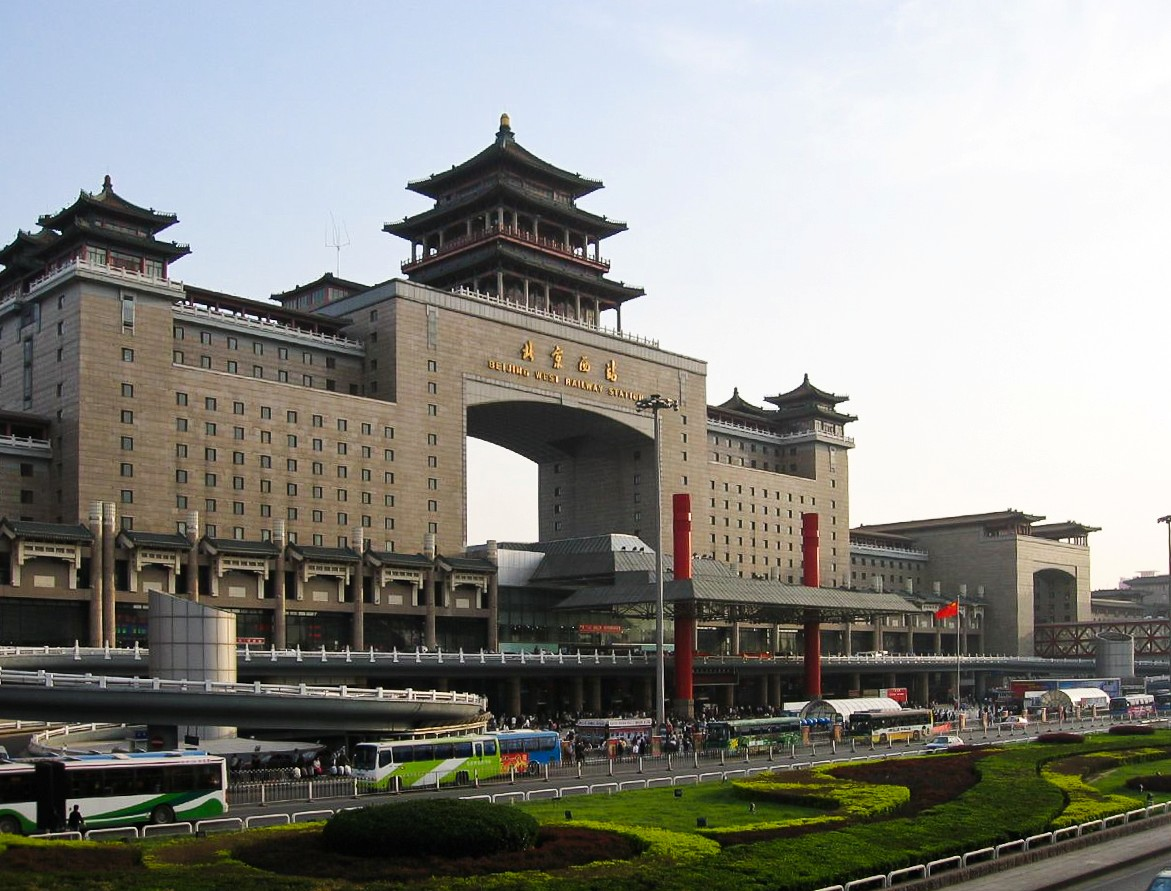
Dworzec Pekin Zachodni

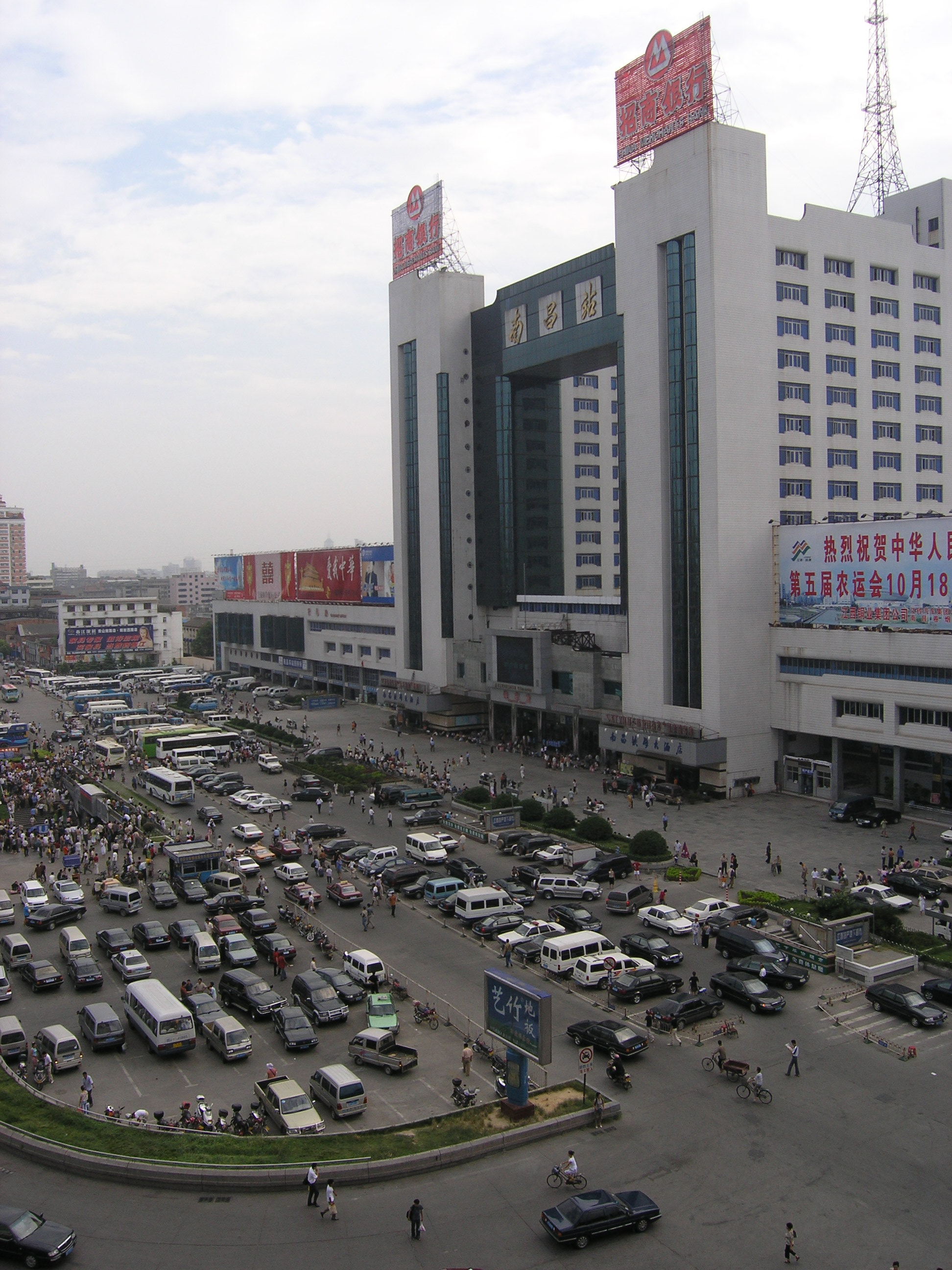
Dworzec kolejowy w Nanchang

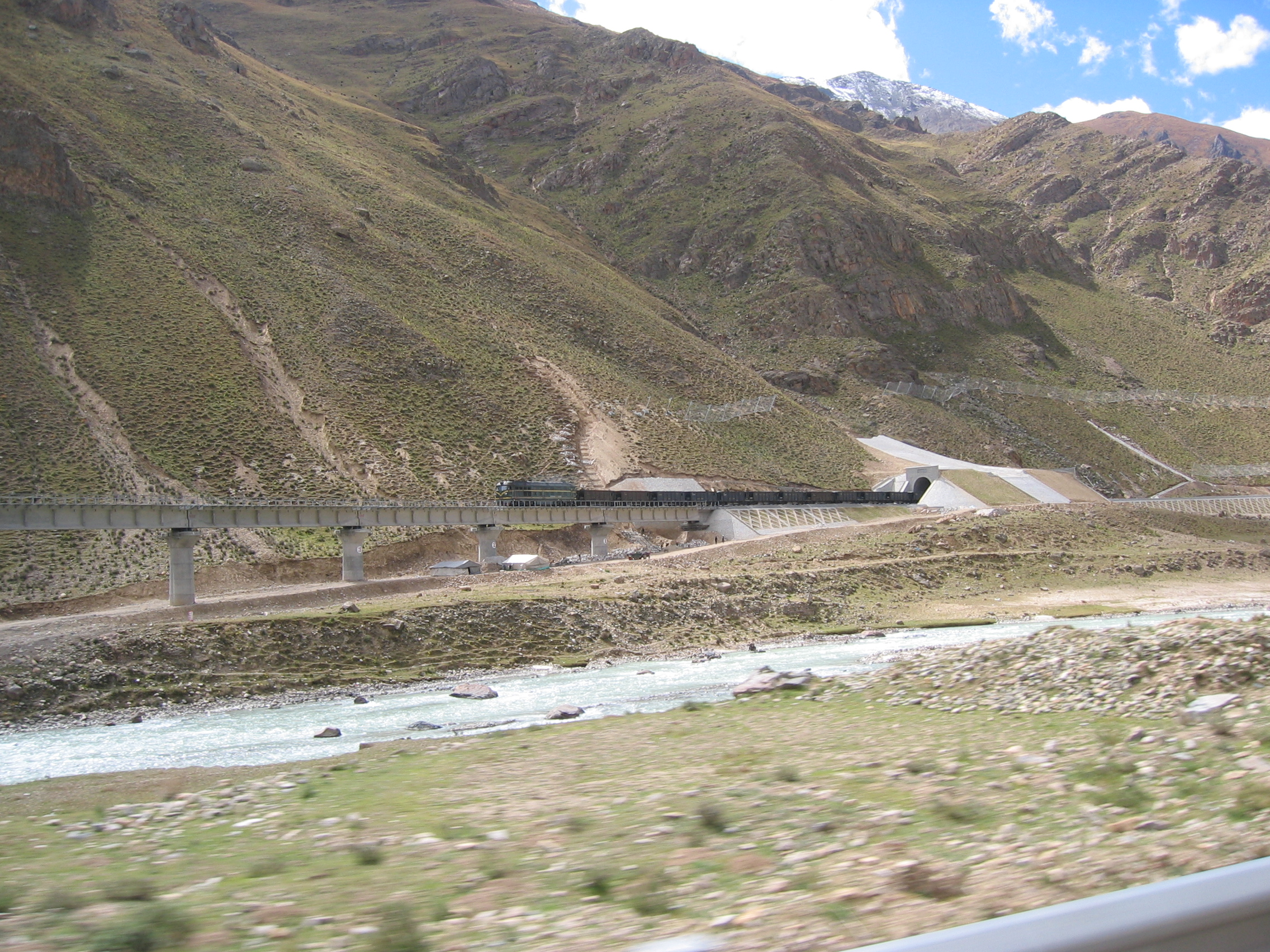
Kolej tybetańska

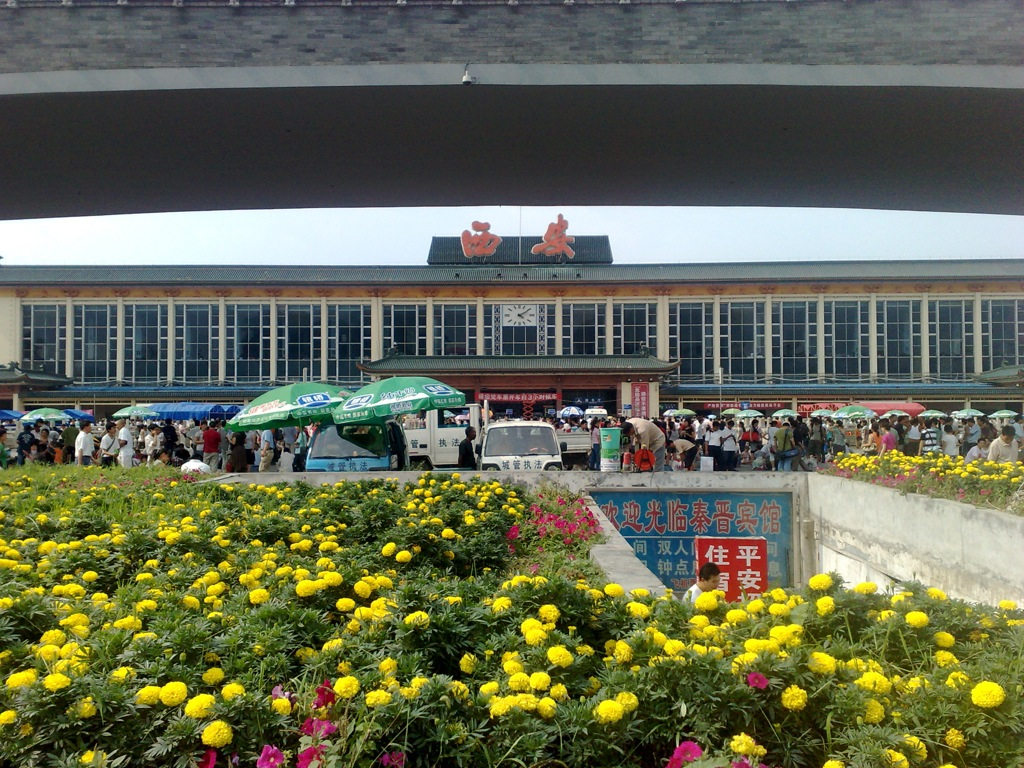
Dworzec w Xi’an

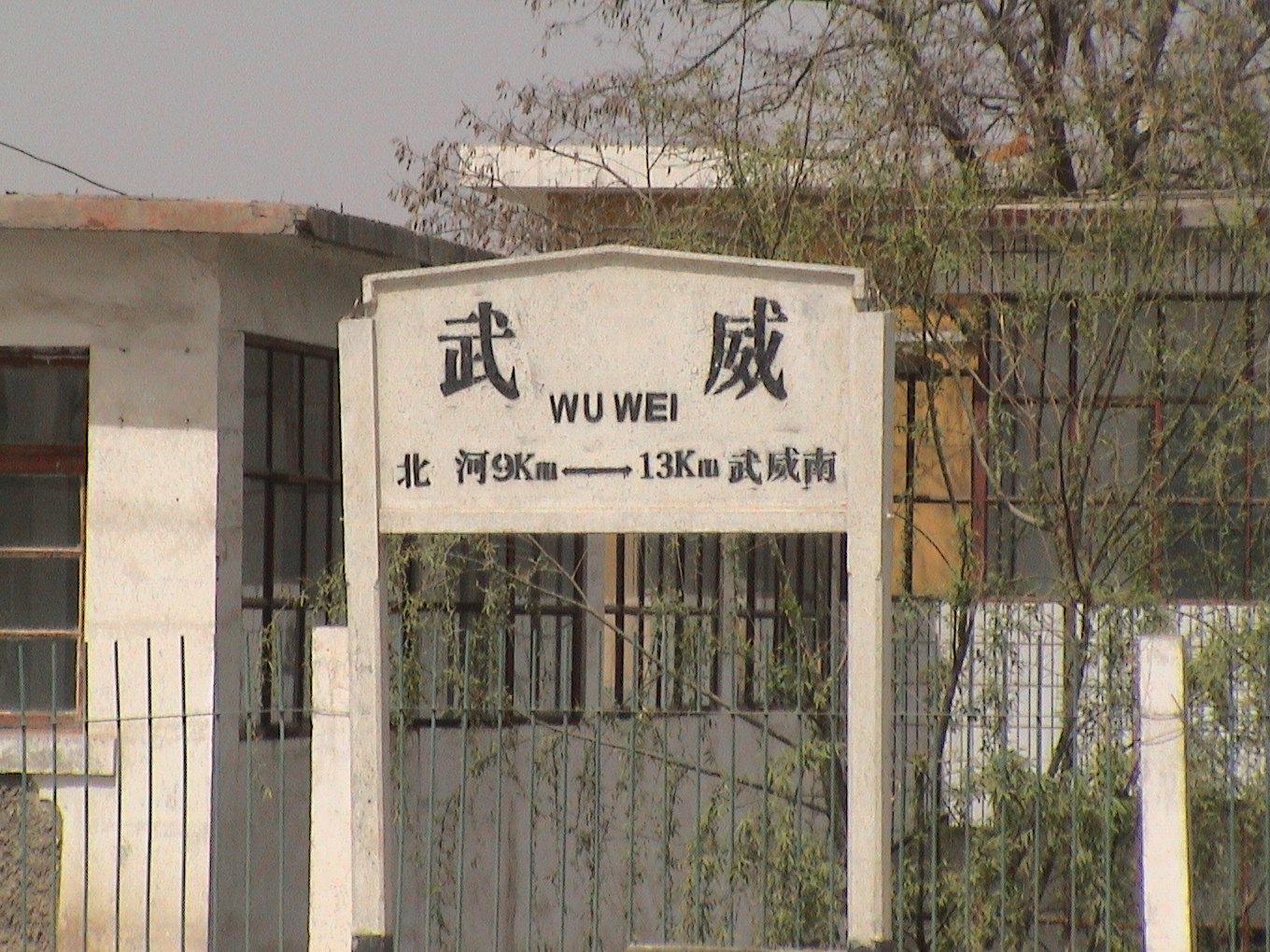
Mały przystanek Wuwei

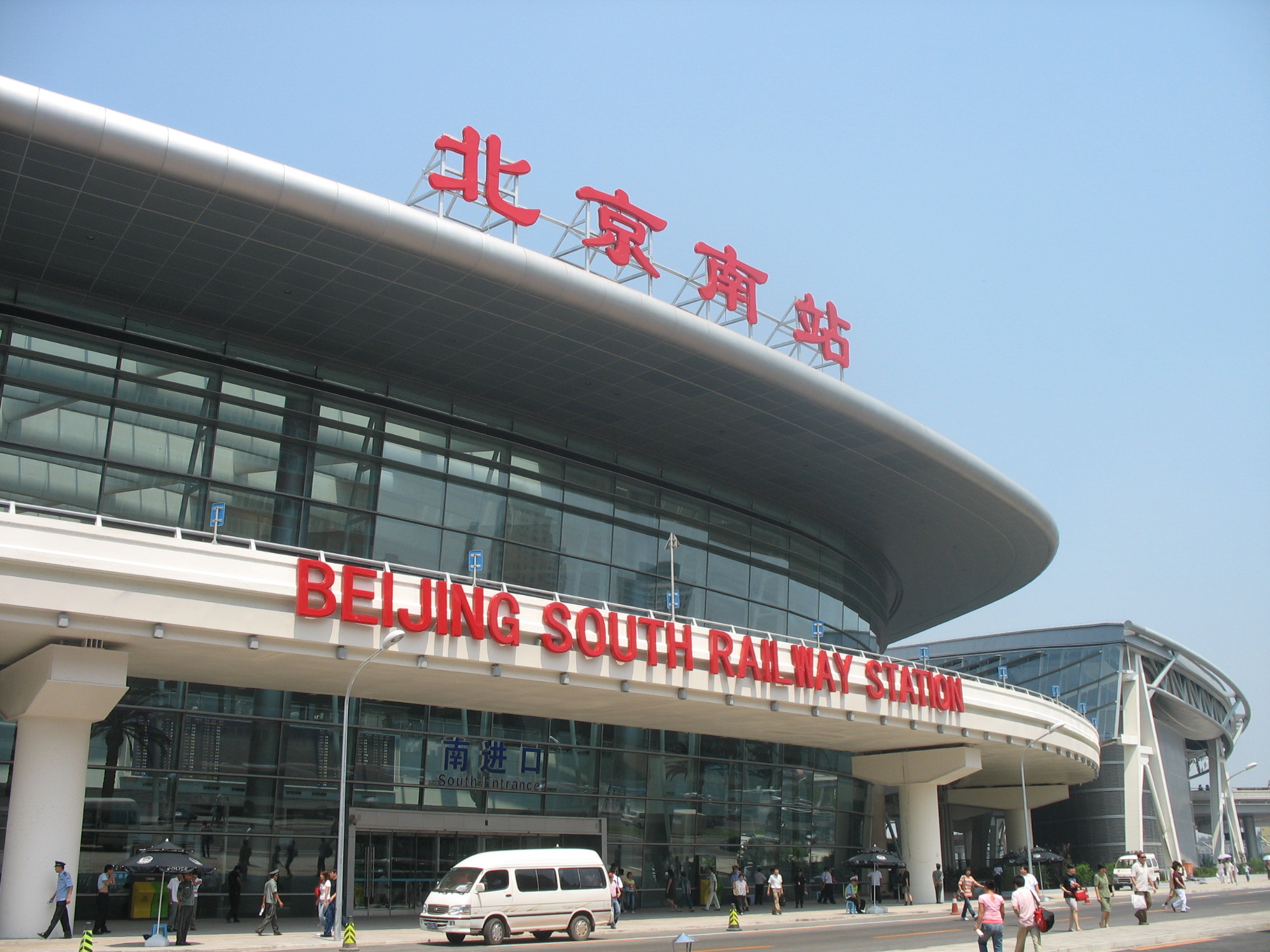
Dworzec Południowy w Pekinie

Transport kolejowy w Chinach (chiń. 中国铁路; pinyin Zhōngguó Tiělù) – sieć kolejowa Chin pod względem długości plasuje się obecnie na 1. miejscu w Azji oraz na 3. w świecie i wynosi ponad 124 tys. km. W Chinach, podobnie jak w Polsce, dominują tory o rozstawie 1435 mm.
Początki chińskiego kolejnictwa sięgają 1865. Od chwili zainicjowania w ChRL w 1979 przemian gospodarczych i polityki otwarcia, trwa tam rozwój gospodarczo-społeczny na skalę niespotykaną gdzie indziej na świecie. Jednym z zadań jest rozbudowa infrastruktury, w tym transportu kolejowego.

## Sieć kolejowa w Chinach
Stan na koniec 2016:
- łączna długość sieci: 124 000 km
- dużych prędkości 22 000 km

Stan na koniec 2015:
- zelektryfikowana: 65 000 km[4]
- dwutorowa: 57 000 km[4]

## Kolej tybetańska
Po 52 latach od podjęcia pierwszych prac, w dniu 1 lipca 2006 zakończono budowę najbardziej spektakularnego w skali światowej połączenia kolejowego, łączącego centrum kraju ze stolicą Tybetu, Lhasą. Ostatnie 960 km trasy przebiega na wysokości ponad 4000 m n.p.m. zaś najwyższy jej punkt znajduje się na wysokości 5072 m. Jest to linia kolejowa docierająca najwyżej na świecie.
W lipcu 2017 roku rozpoczęto pracę nad drugą linią kolejową do Tybetu, z Chengdu w prowincji Syczuan do Lhasy. Trasa ma liczyć około 1700 km i ma biec w 80 procentach przez mosty i tunele, zaś w najwyższym punkcie ma osiągnąć wysokość 4400 m n.p.m. Po uruchomieniu linii czas przejazdu ma skrócić się z 48 do 13 godzin. Planowany koszt budowy wynosi 37 miliardów dolarów.

## Podział organizacyjny
W 1993 rozpoczęto w Chinach wdrażanie nowoczesnego systemu zarządzania i reformowania przedsiębiorstw transportu kolejowego. Koleje chińskie będące pod nadzorem Ministerstwa Transportu ChRL (do 2013 roku podlegało nieistniejącemu już Ministerstwu Kolei ChRL) funkcjonują obecnie w różnej formie własności: kolei państwowych, lokalnych i zarządzanych przez spółki.

### Zarządzanie kolejami w terenie
W terenie Kolejami Chińskimi CR (中国铁路, Chinese Railways) kieruje 16 administracji (odpowiedników byłych DOKP w strukturze PKP) z siedzibami w:
- Chengdu
- Harbinie
- Hohhot
- Jinan
- Kunmingu
- Lanzhou
- Liuzhou
- Nanchangu
- Pekinie
- Xi’an
- Shenyangu
- Szanghaju
- Taiyuan
- Urumczi
- Wuhanie
- Zhengzhou

oraz dwie wydzielone korporacje:
- Kolej Kantońska (Guangzhou Railway Group Corp)
- Kolej Qinghai-Tybet (Qinghai-Tibet Railway Group Co Ltd)

### Przewoźnicy pasażerscy
W Chinach funkcjonuje też 5 przedsiębiorstw przewozów pasażerskich, które zarządzają na swoim terenie również dworcami:
- 4 podległe bezpośrednio Ministerstwu Kolei: w Hohhot, Kunmingu, Liuzhou i Nanchangu
- 1 pozostające w strukturach Kolei Kantońskiej

### Zjednoczenia zaplecza kolejnictwa
Ze struktury resortu wyłączono 6 zjednoczeń, które funkcjonują obecnie na rynku samodzielnie. Szeregowi przedsiębiorstw nadano formę spółek z ograniczoną odpowiedzialnością:
- budownictwa drogowego (tory)
- budownictwa przemysłowego
- budownictwa ogólnego
- zabezpieczenia ruchu i łączności
- logistyki
- produkcji taboru

Dużą wagę przywiązuje się do rozwoju naukowo-technicznego (m.in. funkcjonuje m.in. Akademia Nauk Kolejowych, instytuty i ośrodki naukowo-badawcze oraz podległe ministerstwu edukacji lub władzom lokalnym ponad 10 wyższych uczelni). Podejmuje się m.in. produkcję nowych typów taboru oraz ciężkiego sprzętu drogowego. Na ponad 700 stacjach działa zintegrowany system rezerwacji miejsc. Kolej chińska ma też udziały w ponad 200 przedsiębiorstwach typu joint-venture, w które zaangażowany jest kapitał zagraniczny. Spółka Sinorails Development Inc. powstała przy zaangażowaniu koncernu Mitsubishi.
W 1996 na bazie wchodzącego dotychczas w skład Kolei Kantońskiej przedsiębiorstwa Koleje Guangshen (ang.Guangshen Railway Co) zarejestrowano spółkę Chińskie Koleje Guangshen (The China Guangshen Railway Co. Ltd), notowaną na giełdach w Hongkongu i Nowym Jorku. Kapitał spółki należy w 70% do państwa. Kolej ta obsługuje jedynie trasę szybkiego ruchu łączącą Kanton z Shenzhen, przebiegającą przez szybko rozwijające się gospodarczo w południowych Chinach tereny delty Rzeki Perłowej. Linia ta jest jedną z zyskowniejszych. Od granicy w Lo Wu do centrum dzielnicy Hongkongu Koulun (34 km) linią zarządza spółka Kolej Koulun-Kanton KCR (The Kowloon-Canton Railway Corp.). Jest też ona jednym z operatorów linii do Kantonu. W 1997 zainaugurowano bezpośrednie połączenie Hongkongu z Pekinem.
Dynamiczny rozwój kolei w Chinach, porównywalny z okresem budowy sieci kolejowych w Europie i Ameryce Północnej na przełomie XIX i XX w., nie byłby możliwy bez uruchomienia gigantycznych nakładów finansowych. W 1991 utworzono Fundusz Budowy Kolei, aktualnie będący częścią budżetu państwa. Wielkich kredytów udziela rząd, międzynarodowe organizacje finansowe (m.in. Bank Światowy, Azjatycki Bank Rozwoju) oraz zagraniczne rządy. Zaangażowano również zasoby finansowe społeczeństwa chińskiego, emitując wielokrotnie od 1992 Obligacje Budowy Kolei Chińskich. Obligacje wypuszczają również koleje lokalne. Wdrażane są też projekty emisji obligacji na rynkach międzynarodowych.

Kolejowa mapa Chin. Pokolorowane linie dużych prędkości, stan na 27.11.2023 r., czerwone – ponad 300 km/h, żółte – 200-299 km/h